# Piendamó
Piendamó – miasto w Kolumbii, w departamencie Cauca.